# Casagemes (Moià)
Casagemes és una masia situada en el terme municipal de Moià (Moianès) inclosa en l'Inventari del Patrimoni Arquitectònic de Catalunya.
Està situada a ponent de la vila, al sud del quilòmetre 24 de la carretera N-141c, a llevant del Pou de la Moretona, al nord-est de Vilarjoan, a ponent de la Talaia i al sud-est de Bussanya.

## Descripció
És un mas de planta rectangular, amb coberta a doble vessant, i amb el carener perpendicular a la façana. A la façana, encarada a ponent, s'hi ha adossat un cos format per un porxo als baixos (parcialment cobert) i galeria al primer pis (aquesta continua per la paret de migdia). El portal d'entrada és de pedra picada, formant arc rebaixat. La galeria, de vuit arcs rebaixats, té als pilars de pedra picada. A l'angle nord-oest hi ha adossat un altre cos, avui masoveria, que conté habitatge, terrat corregut, amb pou i cisterna. A uns 10 m del mas hi ha l'antiga masoveria, avui corrals i estables. A tocar del mas hi ha una capella sota l'advocació de la Mare de Déu de Fàtima, avui força reformada.
A l'interior, a dues sales, es conserven motllures de guix al sostre, amb ornamentacions florals, de factura barroca.

## Història
A la casa totes les inscripcions i dates que es llegeixen són posteriors al segle XVII: 1730 a un graó, 1791 a la llinda del portal d'entrada, 1789 a l'antiga masoveria, i la capella també és del segle xviii. El mas sembla que va créixer i consolidar-se amb l'expansió de la vinya a la zona; conserva encara part de les tines i el recinte del celler. Al segle xix i al XX s'hi van fer nous annexos a la part del darrere, construïts en obra, i després arrebossats.